# The Applejacks
The Applejacks war eine britische Beatband, die insbesondere Mitte der 1960er Jahre eine der erfolgreichsten englischen Gruppen war.

## Geschichte
Die Gruppe spielte schon 1960 als Schülerband zusammen. 1964 erschien ihre erste Single. Der Schulrektor soll sie damals vor die Wahl gestellt haben, sich entweder für die Musik oder die Schule zu entscheiden – sie wählten ersteres.
Sie hatten einen fülligen, ansprechenden Liverpool-Sound, der irgendwo zwischen Gerry & the Pacemakers und Peter & Gordon angesiedelt war. Für ihre Singles verwendeten sie Songs, die von bekannteren Komponisten geschrieben wurden, die diese aber nie auf Vinyl gebracht hatten. So z. B. die John Lennon/Paul-McCartney-Komposition „Like Dreamers Do“ oder „I Go To Sleep“ von Ray Davies.
Die Applejacks hielten sich in den britischen Charts das ganze Jahr 1965 hindurch oben, waren aber kurz danach schon fast wieder vergessen. Ihre letzte Single erschien Anfang 1967 bei CBS.

## Mitglieder
- Al Jackson
- Mart Baggot
- Megan Davies
- Phil Cash
- Gerry Freeman
- Don Gould

## Diskografie

### Singles
Titel A- und B-Seite (Erscheinungsjahr) – UK-Katalognummer – Chartplatzierung
- Tell Me When / Baby Jane (1964) – Decca F11833 – UK #7[3]
- Like Dreamers Do / Everybody Fell Down (1964) – Decca F11916 – UK #20
- Three Little Words (I Love You) / You’re The One For Me (1965) – Decca F11981 – UK #23
- Chim Chim Cher-ee / It’s Not  A Game Anymore (1965) – Decca F12050
- Bye Bye Girl / It’s Not A Game Anymore (1965) – Decca F12106[4]
- I Go To Sleep / Make Up or Break Up (1965) – Decca F12216
- I’m Through / We Gotta Get Together (1965) – Decca F 12301
- You’ve Been Cheatin‘ / Love Was In My Eyes (1967) – CBS 202605

### LPs
- The Applejacks (1965) – Decca LK 4635[5]

„Tell Me When“ / „Wishing Will Never Make It So“ / „Over Suzanne“ / „Hello Josephine“ / „As a Matter Of Fact“ / „Too Much Monkey Business“ / „Memories of You“ / „Ain't That Just Like Me“ / „Kansas City“ / „I Wonder“ / „Three Little Words (I Love You)“ / „Baby Jane“ / „No Time“ / „See If She Cares“ / „What's the Matter Little Girl“ / „What’d I Say“